# Les Promesses d'Hasan
Pour plus de détails, voir Fiche technique et Distribution.
Les Promesses d'Hasan (Bağlılık Hasan) est un film turc réalisé par Semih Kaplanoğlu, sorti en 2021.
Il a été projeté dans la sélection Un certain regard au Festival de Cannes 2021.

## Fiche technique
Sauf indication contraire, les informations mentionnées dans cette section peuvent être confirmées par la base de données cinématographiques IMDb,  présente dans la section « Liens externes ».
- Titre original : Bağlılık Hasan
- Titre français : Les Promesses d'Hasan
- Réalisation et scénario : Semih Kaplanoğlu
- Direction artistique : Meral Aktan
- Photographie : Özgür Eken
- Pays d'origine : Turquie
- Format : Couleurs - Dolby Digital
- Genre : drame
- Durée : 147 minutes
- Dates de sortie :
  - France : 11 juillet 2021 (Festival de Cannes 2021), 3 août 2022 (sortie nationale)
  - Turquie : 3 décembre 2021

## Distribution
- Umut Karadag : Hasan
- Filiz Bozok : Emine
- Gökhan Azlag : Serdar
- Ayse Gunyuz Demirci : Nisa
- Mahir Günşiray : Muzaffer
- Hakan Altiner : Hakim Mehmet

## Accueil

### Critique
En France, le site Allociné propose une moyenne des critiques de presse à 3,5/5.

## Distinction

### Sélection
- Festival de Cannes 2021 : sélection en section Un certain regard